# Punta Chica (Buenos Aires)
Punta Chica es un barrio residencial de las localidades de Victoria y Béccar, partidos de San Fernando y San Isidro respectivamente, en el Gran Buenos Aires, Argentina, parte de la zona norte del mismo.

## Geografía

### Ubicación
Ubicado en la zona norte del Gran Buenos Aires, a aproximadamente 24 km al norte de la Capital Federal.

### Clima
La temperatura media anual oscila entre los 17 °C y los 18 °C. La temperatura media es de 11 °C en julio, con mínimas absolutas de 0 °C y -5 °C, mientras que en enero la media es de 25 °C, con máximas absolutas de entre 35 y 39 °C. Los meses más fríos se dan entre junio y agosto mientras que los más calurosos entre noviembre y marzo. Hay una leve moderación de la temperatura por la cercanía al río.
Se registran entre 25 y 30 días de lluvias por año, con precipitaciones superiores a los 10 mm.

### Límites
Punta Chica no es una localidad oficial del partido de San Fernando ni del de San Isidro -cuyo lindero común lo constituye la calle Uruguay, por lo tanto no existen límites específicos del mismo. Cabe indicar que se ubica aproximadamente en el corredor entre la Avenida del Libertador y el Río Luján, entre las calles Del Arca y España. Sin embargo, hay comercios al otro lado de la avenida del Libertador que en sus letreros indican que se sitúan en Punta Chica.

### Sismicidad
La región responde a las subfallas «del río Paraná», y «del río de la Plata», y a la falla de «Punta del Este», con sismicidad baja; y su última expresión se produjo el 5 de junio de 1888 (136 años), a las 3.20 UTC-3, con una magnitud aproximadamente de 5,0 en la escala de Richter (terremoto del Río de la Plata de 1888).
La Defensa Civil municipal debe advertir sobre escuchar y obedecer acerca de
Área de
- Tormentas severas, poco periódicas, con Alerta Meteorológico
- Baja sismicidad, con silencio sísmico de 136 años

## Toponimia
El nombre de la zona se originó a partir de la forma geológica de la costa del río Lujan formando una punta. Los habitantes de San Fernando sufrieron una inundación alrededor del 1900 que provocó que tuviesen que mudarse a este lugar momentáneamente. Casualmente en el lugar que habían abandonado, en la costa había una punta notoriamente más grande a la del nuevo lugar, es por eso que se lo denominó Punta Chica. Si bien no es una localidad oficial, el nombre sigue siendo utilizado para referirse al lugar, incluso para una porción del partido de San Isidro, donde tampoco es una localidad oficial.
Si bien a la fecha (2014) no es considerada una localidad oficial, en el sector correspondiente al Partido de San Isidro, en la intersecciòn de la calle Treinta y Tres Orientales y el canal Sarandií se encuentra el lugar de desembarco de Los Treinta y Tres Orientales partieron desde Buenos Aires para recuperar la Banda Oriental en 1825. En dicho lugar se encuentra emplazado un monumento piramidal que recuerda el hito.
Actualmente en la orilla Este se ubica la isla que ocupa el Club Náutico San Isidro.
En el margen Norte, correspondiente al partido de San Fernando, del mencionado canal existía una pequeña playa natural de arena y canto rodado, la que ya no existe debido al avance edilicio de barrios privados.

## Educación
Punta Chica cuenta con un colegio bilingüe católico con los tres niveles de educación (nivel inicial, primario y secundario) el Holy Cross. También un jardín, el Jardín del Cedro, y la prestigiosa Universidad de San Andrés se ubican en el barrio.

## Personas de interés
En esta localidad vivió sus últimos años don Raúl Villalonga Fernández-Blanco y Frías, arquitecto egresado de la Escuela de Bellas Artes de París, habiendo sido el primer extranjero premiado con la medalla de oro en dicha disciplina.

## Barrios Privados
- Bahía del Sol
- Marina Canestrari
- Marina del Sol
- Punta Chica Village
- Rincón del Arca

## Lugares de interés turístico

### El Palacio Sans Souci

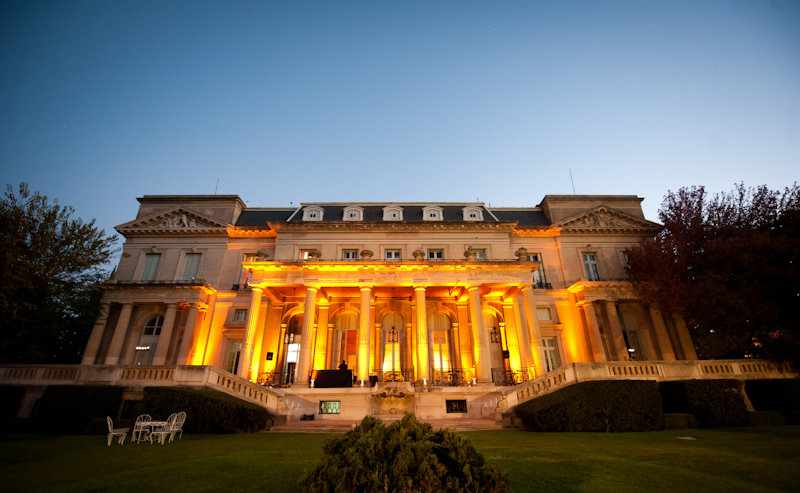
Palacio Sans Souci

El palacio Sans Souci es uno de los edificios más representativos de Buenos Aires y de la Argentina. Fue construido entre 1914 y 1918 e inaugurado con una gran fiesta a la que acudió toda la sociedad porteña de entonces. El edificio ha sido realizado sobre planos del arquitecto francés Renè Sergent, y su construcción fue impulsada por Carlos María de Alvear, nieto del General homónimo, héroe de la batalla de Ituzaingó, quien a su vez era primo de Marcelo Torcuato de Alvear, presidente de la Nación de 1922 a 1928. Su arquitectura, inspirada en los cánones del Renacimiento del Versalles, corresponde al estilo neoclásico francés. El palacio fue comprado hace más de cuarenta años por la familia Durini, y las obras de restauración fueron dirigidas por la arquitecta especialista en restauración de monumentos M. Josefina Barra de Durini. Sus jardines se extienden a 2 hectáreas dándole un marco imponente.
Sus actuales dueños, el Dr. Eduardo Durini junto con su esposa María Josefina Barra (arquitecta especialista en restauración de monumentos), remozaron el palacio: emprendieron grandes obras de infraestructura para obtener las comodidades actuales sin modificar la apariencia. Un ala del palacio se transformó en enormes departamentos para alojar a los futuros herederos de la familia.